# Tarka nőszirom
A tarka nőszirom (Iris variegata) a nősziromfélék családjába tartozó, Magyarországon védett évelő növényfaj. Magyar nevét Diószegi Sámuel adta. Sztyeppeken, bokorerdőkben, melegkedvelő tölgyesekben fordul elő. A szárított virág kellemes illata az ibolyáéra emlékeztet, ezért helyenként ibolyagyökérnek is hívják.

## Származása, elterjedése
Nyurga termete alapján valószínűsítik, hogy a pompás nőszirom kivadult változata lehet.
Közép-Európában Ausztria, Csehország, Szlovákia, Németország, Magyarország; Kelet-Európában Oroszország európai részén; Délkelet-Európában Bulgária, Románia és a volt Jugoszlávia területén fordul elő. Magyarországon többek közt a Cserhátban, a Mátrában, a Bükkben (Kis-mező), valamint a Keszthelyi-fennsíkon fordul elő.

## Megjelenése, felépítése
Vaskos gyöktörzse van, akár a többi nősziromnak. 40–50 cm magas szár felső részén elágazó. A 10–25 mm széles, kissé sarlós levelek a szárnál sokkal rövidebbek, erezetük kidudorodik.
A szár sokvirágú, az oldalvirágok hosszú kocsányon ülnek. A belső lepellevelek felállók, sárgák, a külsők világossárgák, erezetük bársonyos ibolyás. A virágzati buroklevél zöld, a szegélye keskeny hártyás. Termése tok.

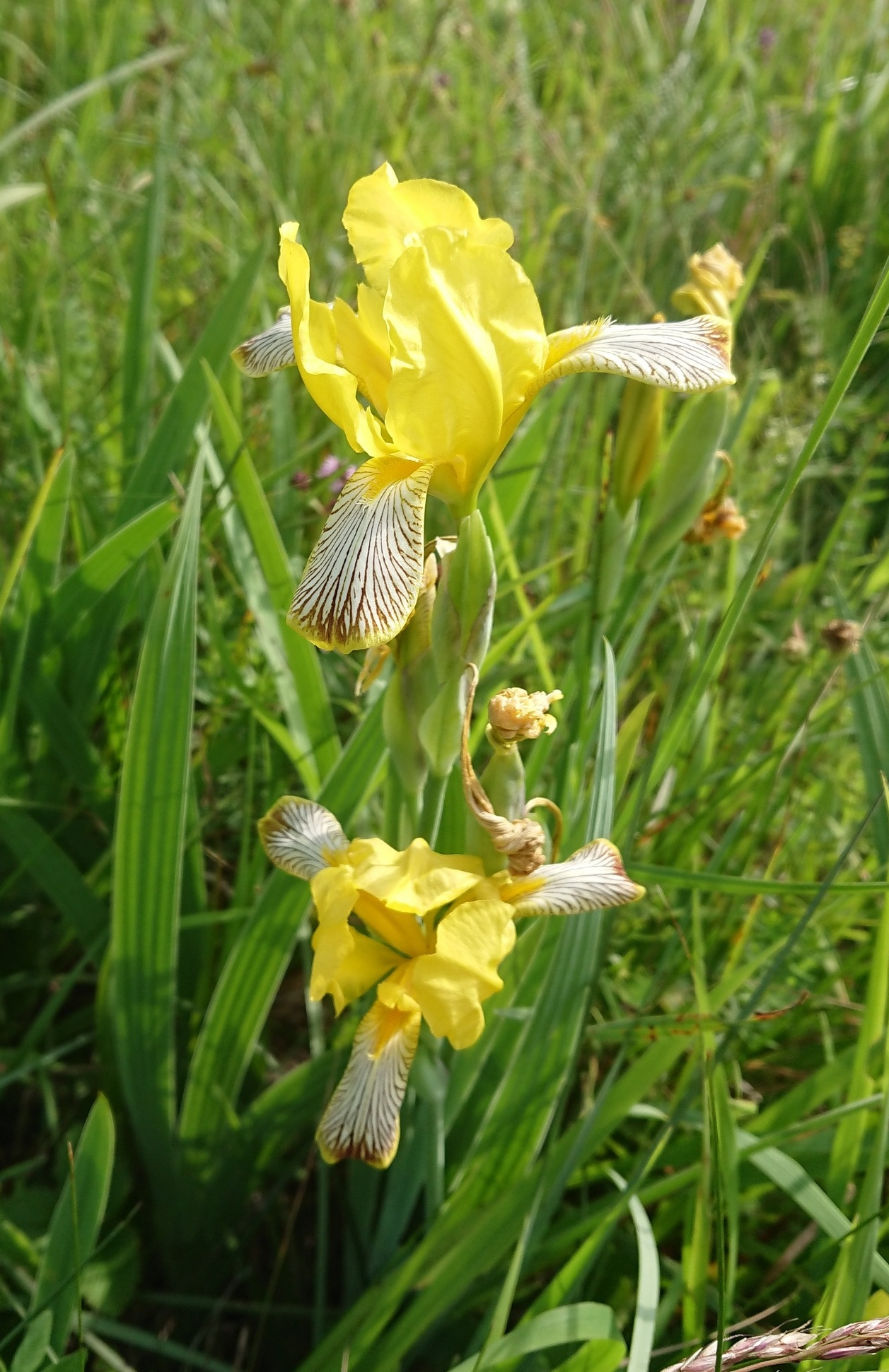
Tarka nőszirom (Iris variegata) a Kis-mezőn (Bükk-hegység)

## Életmódja, élőhelye
Május-júniusban virágzik. Száraz tölgyesekben, homoki réteken, mészkősziklák padjain nyílik.

## Alfajok, változatok
- Fehérerű tarka nőszirom (Iris variegata ssp. leucographa)

## Felhasználása
Ázsiában egykor a hölgyek használták arcpirosítónak.

## Jegyzetek

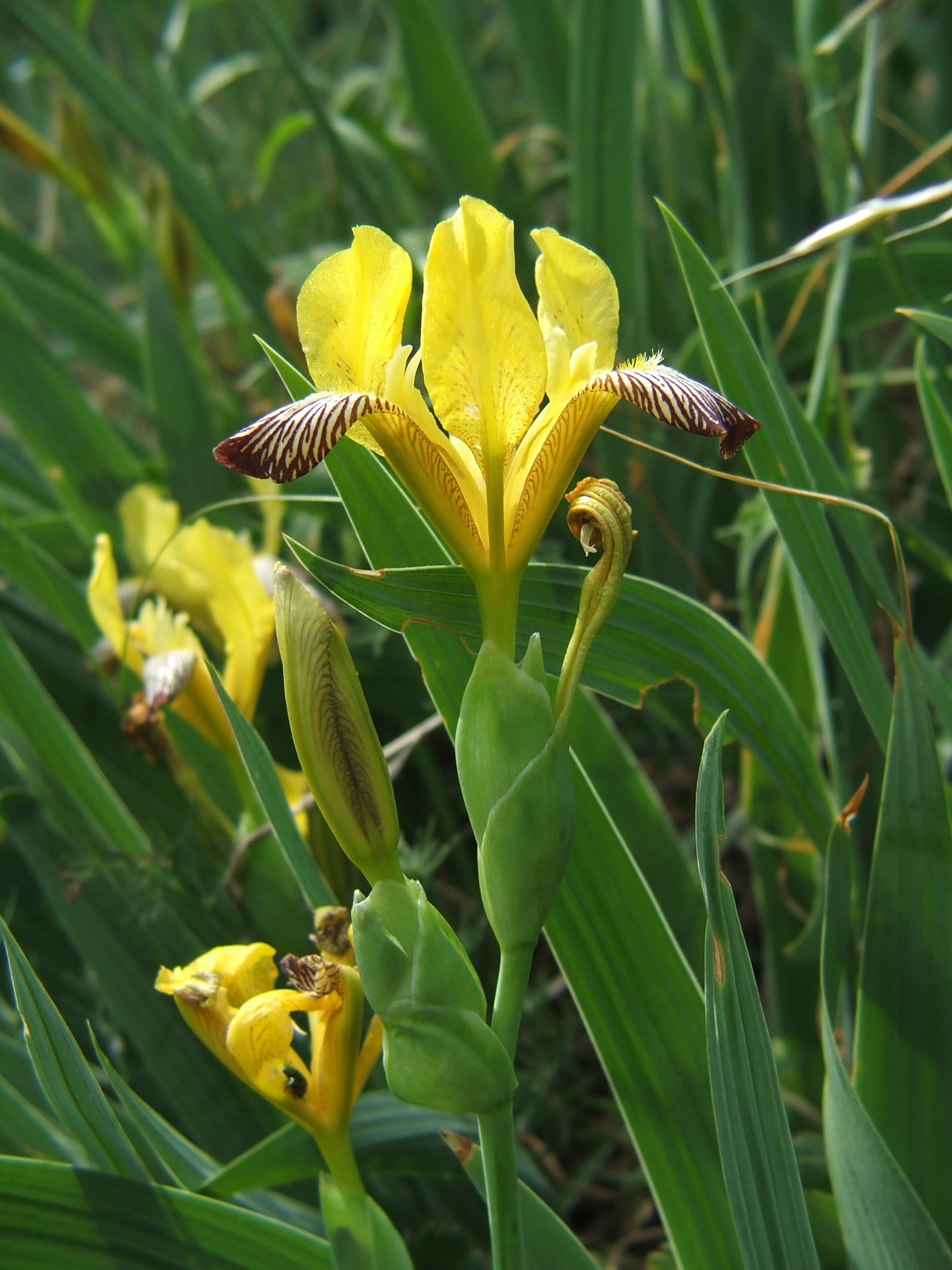
Tarka nőszirom (Iris variegata) a Naszályon